# Annaberger Haus
Das Annaberger Haus ist eine Schutzhütte der Sektion Österreichischer Gebirgsverein des ÖAV. Sie liegt auf 1377 m ü. A. am Tirolerkogel bei Annaberg (Niederösterreich) in den Türnitzer Alpen, ist ganzjährig tageweise bewirtschaftet und bietet neben Verpflegung 31 Betten und 11 Plätze im Matratzenlager. Die Hütte hat einen Winterraum mit 4 Betten. Die Hütte ist von Annaberg, Türnitz und vom Ulreichsberg erreichbar.

## Geschichte
Die Hütte wurde 1908 erbaut und am 13. September 1908 feierlich eröffnet. Nach einem Umbau 1929/1930 wurde sie erneut am 7. September 1930 feierlich eröffnet. Am 15. und 16. Juli 1976 ist sie fast ganz abgebrannt und wurde von 1983 bis 1986 wieder aufgebaut. In den Jahren 2015/2016 erfolgte ein Neubau. Im Juni 2016 wurde der Neubau feierlich eröffnet.

## Wanderungen
- Annaberg – Tirolerkogel – Eibel – Türnitz 1377 m. Gehzeit: 3 Stunden, 30 Minuten
- Rundtour Falkenschlucht/Dachsental. Gehzeit: 5 Stunden, 30 Minuten
- Sterngasselgraben (Schiabfahrt)